# Kristine Peterson
Kristine Peterson (né le 8 mai 1958) est une réalisatrice américaine. 

## Filmographie[1]

### Cinéma

#### Réalisatrice
- 1988 : Rêve mortel (en)
- 1990 : Body Chemistry (en)
- 1991 : Critters 3
- 1991 : Lower Level (en)
- 1994 : The Hard Truth (en)
- 1995 : Kickboxer 5 : Le Dernier Combat
- 1997 : Slaves to the Underground, également productrice

#### Assistante réalisateur
- 1984 : Exterminator 2, seconde assistante réalisateur
- 1984 : Gimme an 'F' (en), seconde assistante réalisateur
- 1985 : Grunt! The Wrestling Movie, première assistante réalisateur
- 1986 : Shopping, première assistante réalisateur
- 1986 : The Supernaturals (en), seconde assistante réalisateur
- 1986 : Les Anges du mal 2, première assistante réalisateur
- 1986 : Violences, seconde assistante réalisateur
- 1987 : L'apprentie domestique (en), première assistante réalisateur
- 1987 : Nightflyers, première assistante réalisateur
- 1988 : The Drifter (en), réalisatrice de la seconde équipe
- 1988 : Beach Balls, réalisatrice de la seconde équipe
- 1989 : L'Excellente Aventure de Bill et Ted, première assistante réalisateur
- 1989 : Beverly Hills Bodysnatchers (en), assistante réalisateur
- 1989 : The Oasis, seconde assistante réalisateur
- 1989 : L'Enfant du cauchemar, seconde assistante réalisateur
- 1990 : Tremors, première assistante réalisateur de la seconde équipe
- 1991 : The Search for Signs of Intelligent Life in the Universe (en), première assistante réalisateur

### Télévision
- 1993 : Eden, Réalisatrice
- 1994 : Les Dessous de Palm Beach, Réalisatrice de l'épisode 11 de la saison 1

## Nominations
- Festival du film de Sundance 1997 : Grand prix du jury pour Slaves to the Underground